# Klaus-Jürgen Müller
Ne doit pas être confondu avec Klaus J. Müller.
Pour les articles homonymes, voir Müller.
Klaus-Jürgen Müller, né le 27 février 1930 à Bergedorf et mort à Hambourg le 30 janvier 2011, est un historien et chercheur allemand, spécialiste de l'histoire des relations internationales, de l’histoire militaire d'Allemagne, de la Seconde Guerre mondiale, de la Résistance allemande au nazisme et des relations franco-allemandes.

## Biographie
Formé à l'Université de Fribourg-en-Brisgau, il soutient une thèse de doctorat en 1959 intitulée   La fin de l’entente cordiale : les rapports franco-britanniques en 1939-1940, chercheur de 1959 à 1967 à l'Université Helmut Schmidt (université des forces armées allemandes), il travaille sur les archives de la Wehrmacht et soutient sa thèse d’habilitation universitaire à l'Université de Hambourg, intitulée Das Heer und Hitler en 1970.
Il enseigne l'histoire moderne et contemporaine et la didactique de l'histoire aux universités de Bundeswehr (Hambourg) et de Stuttgart-Louisbourg (1973-1995). Il est l'un des premiers historiens à détruire la version officielle d’une Wehrmacht irréprochable qui s’opposerait à la conduite de la Gestapo et de la Schutzstaffel. Il se passionne pour l’histoire de la Résistance allemande au nazisme, en particulier à travers les figures de Claus Shenk von Stauffenberg, Henning von Tresckow, et Ludwig Beck, ce dernier, militaire de haut rang d’abord séduit par Hitler, démissionne après l'Anschluss et tente d’organiser un complot qui n’aboutit pas, en raison de la conférence de Munich, .
En dehors de son domaine de spécialisation sur la Seconde Guerre mondiale, il rédige en collaboration avec l'historien germaniste Jean-Paul Cahn un ouvrage sur les rapports de la guerre d'Algérie et l’Allemagne.
L'historien Charles Bloch le présente à ses collègues français, et Müller fait partie du conseil scientifique de l'Institut d'histoire du temps présent ainsi que du Centre d'études d'histoire de la défense. En 1992, il est nommé officier dans l'Ordre des Palmes académiques et en 2002, il est nommé docteur honoris causa de l’Université Paris-Est-Créteil-Val-de-Marne.
Il fut également professeur invité à l'Université de Tel Aviv (1975), Université Paris-Sorbonne (1984), Université Paul-Valéry-Montpellier (1987), St Antony's College (Oxford): (Stifterverband für die Deutsche Wissenschaft) - Fellow (1991-92).

## Publications principales
- En collaboration avec Jean-Paul Cahn : La République Fédérale d'Allemagne et la guerre d'Algérie, Paris : Félin, 2003.
- L'Allemagne et la décolonisation française, Strasbourg : Soc. d'Études Allemandes, 1999.
- L'armée et Hitler : L'armée et le régime national-socialiste, 1933-1940. 2e édition. DVA, Stuttgart 1988,  (ISBN 3-421-01482-5).
- General Ludwig Beck, Boppard am Rhein : Boldt, 1980.